# Tyrannenadler
Der Tyrannenadler (Spizaetus tyrannus), gelegentlich auch nur Tyrannenhaubenadler, ist ein großer Greifvogel aus der Familie der Habichtartigen. Er bewohnt ein ausgedehntes Verbreitungsgebiet in Süd- und Mittelamerika, gilt jedoch als eher seltene Art. 

## Merkmale
Tyrannenadler sind relativ große Vögel, die zwischen 64 und 71 cm groß werden und ein Gewicht von mehr als 1000 g erreichen können. Die seltenere Unterart S. t. tyrannus kann dabei noch etwas größer und schwerer werden. Männchen sind tendenziell etwas kleiner und leichter als ihre weiblichen Artgenossen, ein weitergehender Sexualdimorphismus, anhand dessen die Geschlechter unterschieden werden könnten, findet sich bei der Art hingegen nicht. Die Flügel sind relativ kurz und breit, was das Manövrieren innerhalb des Waldes erleichtert. Ihre Spitzen sind abgerundet, die Handschwingen stehen weit auseinander. An der Basis sind die Flügel etwas verschmälert, was ihnen in Kombination mit der im Flug leicht nach vorn gestreckten Haltung ein an Schmetterlingsflügel erinnerndes Aussehen verleiht. Weitere auffällige Merkmale sind der verhältnismäßig lange Schwanz und die für die Gattung Spizaetus charakteristischen, befiederten Beine. Der kurze, kräftige Schnabel ist stark gebogen. Am Hinterkopf findet sich eine gut zu erkennende, buschige Haube. Das Gefieder zeigt eine schwarze Grundfärbung, die Konturfedern an der Unterseite sowie die Schenkel sind schwarz-weiß gestreift. Weiße Stellen finden sich ebenso an der Basis der Federn am Hinterkopf. An den Steuerfedern wird das Schwarz durch drei breite, gräuliche Streifen unterbrochen. Nur im Flug zu erkennen ist ein schwarz-weißes Streifenmuster an der Unterseite der Flügel. Die Iris des Auges ist gelblich bis bernsteinfarben, die Wachshaut leicht gräulich. Eine in der Vergangenheit beschriebene „helle Morphe“ bei der Gefiederfärbung stellte sich bei späteren Untersuchungen als Zwischenstufe zwischen Jugendkleid und dem Gefieder der adulten Vögel heraus.

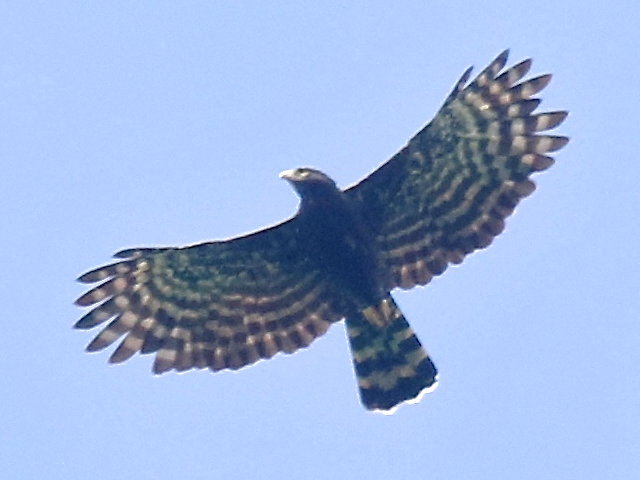
Tyrannenadler im Flug. Gut zu erkennen sind die kurzen, abgerundeten Flügel, die während des Gleitflugs leicht nach vorn gestreckt werden.

Juvenile Exemplare zeigen eine allgemein bräunliche Färbung, die von weißen Flecken und Streifen in unterschiedlich starker Ausprägung durchzogen ist. An der Unterseite besitzen die Jungvögel außerdem eine schwarze Musterung, die zu den Seiten hin zunehmend dominanter wird. Auffällig sind vor allem ein weißer Streifen über den Augen und der vollständig weiße Kehlbereich.
Verwechslungen mit dem eng verwandten Prachtadler (Spizaetus ornatus) können vorkommen, da sich das Aussehen und insbesondere das Flugmuster der beiden Arten oberflächlich ähneln. Eine eindeutige Unterscheidung ist jedoch anhand der runderen Flügel, der längeren Steuerfedern und des allgemein dunkleren Gefieders des Tyrannenadlers möglich.

## Verhalten
Tyrannenadler führen außerhalb der Brutzeit eine weitestgehend solitäre Lebensweise. Gesichtet werden sie meist auf Gleitflügen hoch über ihrem Territorium, die bis zu zehn Minuten andauern können und zumeist in den Morgen- oder frühen Mittagsstunden unternommen werden. Typisch während dieser Flüge ist ein häufiges und lautstarkes Rufen, das vermutlich bei der Abgrenzung des eigenen Territoriums dienen soll. Hierfür wird eine minimale Größe von etwa 10 km² angenommen. Die Art gilt als Standvogel, der sich nicht an den jährlichen Vogelzügen beteiligt.

### Ernährung
Tyrannenadler ernähren sich rein carnivor, wobei kleine bis mittelgroße Säugetiere etwa 95 % der Ernährung ausmachen. Allein etwa die Hälfte entfällt auf eine Reihe von Fledermausarten, darunter die Jamaika-Fruchtfledermaus und der Große Fruchtvampir. Hinzu kommen Opossums, Hörnchen und junge Nasenbären sowie Vögel bis etwa zur Größe eines Tukans. Reptilien scheinen bei adulten Tyrannenadlern keine Rolle mehr zu spielen, werden jedoch offenbar sehr sporadisch an Nestlinge verfüttert. Des Weiteren liegt eine einzelne Beschreibung eines Jungvogels vor, der kurz nach Verlassen des Nests bei der Aufnahme von Fäkalien eines Waschbären beobachtet wurde. Diese enthielten den Forschern zufolge Überreste von Krebstieren und Fischschuppen. Bemerkenswert ist die offenbar sehr variable und opportunistische Jagdmethodik der Art. So ist bekannt, dass Tyrannenadler einerseits Lauerjäger sind, die teilweise über Stunden fast bewegungslos an einer Sitzwarte auf vorbeikommende Beute warten. Wurde sie erspäht, stürzen sich die Vögel mit einer für ihre Größe überraschend schnellen Bewegung herab und schlagen das Beutetier mit den nach vorn ausgestreckten Klauen. Darüber hinaus suchen Tyrannenadler während der Tagstunden nach den Ruheplätzen nachtaktiver Tiere und plündern sie. Dies scheint offenbar die bevorzugte Jagdmethode zu sein: Das beobachtete Verhältnis von nacht- zu tagaktiver Beute liegt bei etwa 70:30, während Tyrannenadler selbst nur am Tag aktiv sind.

### Fortpflanzung

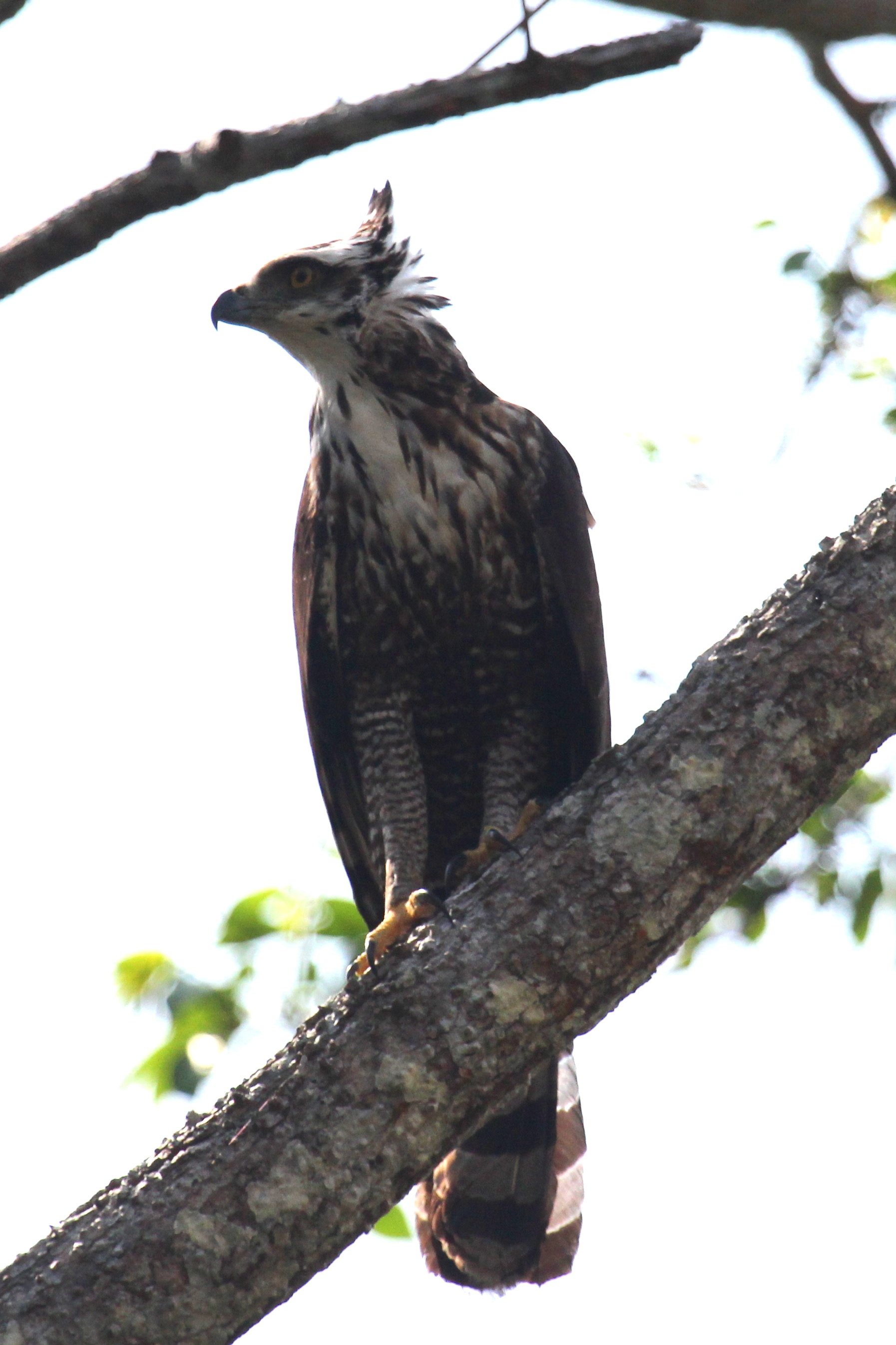
Junger Tyrannenadler im Jugendkleid

Für das Balzverhalten des Tyrannenadlers liegt nur ein einzelner Bericht von Februar 1989 aus dem Hochland von Guatemala vor. Er beschreibt die Balz als eine komplexe Zurschaustellung während des Fluges, die aus einer Reihe von Flugrollen und Berührungen zwischen den Partnern bestehen soll. Die Kopulation findet im Anschluss mehrfach statt, teilweise mehrere Male innerhalb weniger Minuten, dauert dabei aber jeweils nur einige Sekunden. Das Nest wird in einer Höhe von 23 bis 28 m auf einem Baum errichtet, die Konstruktion wird häufig zumindest teilweise von Rankenknäueln getragen. Bevorzugt werden im Schatten gelegene Äste, um Eier und Nachwuchs vor der direkten Sonneneinstrahlung zu schützen. Generell ist das Nest eher unauffällig und für den Beobachter schwer auszumachen. Nach der Fertigstellung legt das Weibchen typischerweise ein einzelnes, in Ausnahmefällen auch zwei Eier. Die weißen, mit braunen Tüpfeln gesprenkelten, Eier sind etwa 60 × 50 mm groß und wiegen circa 75 g, ihre Inkubationszeit liegt bei rund 44 Tagen. Für die Bebrütung ist ausschließlich das Weibchen verantwortlich, das in dieser Zeit von seinem Partner mit Nahrung versorgt wird. Bis zum Schlüpfen der Jungen halten sich die männlichen Altvögel jedoch immer nur für kurze Zeit in der unmittelbaren Umgebung des Nests auf. Nach dem Schlüpfen sind die Nestlinge zunächst noch von weißen Daunen bedeckt, die nach etwa 34 Tagen durch ein erstes, überwiegend schwarzes Gefieder ersetzt werden, lediglich im Kopfbereich bleibt es weiß. Erste echte Federn zeigen sich nach circa elf Tagen. In der ersten Woche werden die jungen Tyrannenadler fast durchgängig von der Mutter gehudert, im Anschluss daran zeigt sich jedoch schnell eine Verhaltensänderung beim weiblichen Altvogel, der das Nest nun zunehmend häufiger verlässt und nach etwa 40 Tagen nur noch zur Nahrungsübergabe zurückkehrt. Besonders aus dieser Phase der häufigeren Abwesenheit der Eltern gibt es regelmäßige Berichte über Klammeraffen, die sich dem Nest nähern und ein ausgeprägtes Mobbingverhalten gegenüber den Nestlingen zeigen. Dieses äußert sich durch Zerstörung der Nestkonstruktion oder den Versuch, die Jungvögel aus dem Nest zu werfen. Diese reagieren mit Drohgebärden und lauten Rufen nach den Altvögeln, die sich jedoch gegenüber den Affen bemerkenswert passiv verhalten. Die Gründe für die Aggressivität dieser Affenarten gegenüber Tyrannenadlern sind unbekannt. Das Nest wird nach durchschnittlich neun bis zehn Wochen verlassen, die Jungvögel bleiben jedoch im Anschluss noch für ein weiteres Jahr von den Eltern abhängig. Erfolgreiche Paare können daher nur jedes zweite Jahr eine Brut großziehen.

### Lautäußerungen
Der Ruf des Tyrannenadlers wird als eine Abfolge lauter, pfeifender Geräusche beschrieben, die in etwa wie wheep-wheep-wheep, gefolgt von einem zum Ende hin abfallenden wahee-er klingen sollen. Vernommen werden kann er bei erwachsenen Vögeln in der Regel nur im Flug, an Schlaf- oder Futterplätzen ist die Art eher still.

## Verbreitung und Gefährdung

Verbreitungsgebiet des Tyrannenadlers

Die Art bewohnt ein großes, zweigeteiltes Verbreitungsgebiet, dessen nördlicher Teil sich von den mexikanischen Bundesstaaten Tamaulipas und Guerrero bis in den Norden Boliviens, Paraguays und Argentiniens erstreckt, dabei jedoch größere Lücken aufweist. Hinzu kommt ein kleineres Gebiet im Südosten Brasiliens und Nordosten Argentiniens. Besiedelt werden vorwiegend tiefer gelegene, flache Regionen bis auf eine Höhe von etwa 1000 bis 1300 m. Aus Guatemala liegen allerdings Sichtungen aus Höhenlagen von bis zu 3000 m vor. Als Lebensraum dienen vorwiegend feuchte, immergrüne Wälder, die Beobachtungen verschiedener Forscher legen allerdings nahe, dass die Art auch mit offeneren Landschaftsformen zurechtkommen kann. Der Tyrannenadler gilt je nach Lokalität als selten bis moderat häufig, die IUCN stuft die Art mit Stand 2016 insgesamt jedoch als nicht gefährdet (Status least concern) ein. Die Organisation geht von einer Gesamtpopulation von weniger als 50.000 Exemplaren aus, die Bestandsentwicklung ist allgemein rückläufig. Als größte Bedrohung für den Fortbestand der Art gilt die fortschreitende Abholzung der südamerikanischen Wälder. Darüber hinaus werden die großen, auffälligen Vögel regelmäßig von Farmern geschossen, die den Tyrannenadler als Bedrohung für ihre Hühner wahrnehmen. Ob die Art tatsächlich Jagd auf Hausgeflügel macht, ist jedoch nicht gesichert. Alfred Laubmann hatte für sein Werk Die Vögel von Paraguay keinen Balg zur Verfügung. Einen Nachweis für das Land in der Literatur sah er nur im Sapucai im Departamento Paraguarí durch Arnaldo de Winkelried Bertoni.

## Systematik
Die Erstbeschreibung des Tyrannenadlers stammt aus dem Jahr 1820 und geht auf den deutschen Naturforscher Maximilian zu Wied-Neuwied zurück, der sie als Teil seines Buches Reise nach Brasilien in den Jahren 1815 bis 1817 veröffentlichte. Er benannte die Art ursprünglich als Falco tyrannis und stellte sie damit zunächst zu den Falken. 1816 führte Louis Pierre Vieillot die für die Wissenschaft neue Gattung Spizaetus ein. Zurzeit wird neben der Nominatform S. t. tyrannus noch die kleinere Unterart S. t. serus als gültig betrachtet, die allerdings den deutlich größeren Teil des Verbreitungsgebiets bewohnt. So ist S. t. tyrannus lediglich aus dem Südosten Brasiliens sowie dem äußersten Nordosten Argentiniens bekannt, während das gesamte übrige Verbreitungsgebiet auf S. t. serus entfällt. Zur Abgrenzung der beiden Unterarten werden neben der geringeren Körpergröße eine stärker ausgeprägte weiße Bänderung im Bereich der Schenkel sowie an der Unterseite der Schwanzfedern herangezogen. Des Weiteren fallen bei S. t. serus die Größenunterschiede zwischen den beiden Geschlechtern offenbar geringer aus, als bei der Nominatform. Die Verwandtschaftsverhältnisse innerhalb der Gattung Spizaetus sowie der gesamten Unterfamilie Aquilinae sind komplex und noch immer Gegenstand wissenschaftlicher Debatten. Unter anderem bestätigen in der jüngeren Zeit vorgenommene molekulargenetische Untersuchungen zwar die Monophylie der Aquilinae, ziehen diese jedoch für verschiedene ihr zugehörige Gattungen – darunter auch Spizaetus – in Zweifel. Änderungen der taxonomischen Einordnung des Tyrannenadlers und seiner Verwandten sind also in der näheren Zukunft nicht auszuschließen.
- S. t. tyrannus (Wied, 1820)[17] kommt im östlichen und südlichen Brasilien, in Uruguay und dem nordöstlichen Argentinien vor.
- S. t. serus Friedmann, 1950[22] ist vom zentralen Mexiko über das nördliche Südamerika bis ins zentrale Brasilien, Bolivien und Peru verbreitet.

## Etymologie
Der Begriff Spizaetus ist ein Wortgebilde aus σπιζίας spizías, deutsch ‚Falke, Habicht‘ und ἀετός aëtós, deutsch ‚Adler‘. Der Artname tyrannus hat seinen Ursprung in lateinisch tyrannus ‚Tyrann, Gewaltherrscher‘ bzw. τύραννος týrannos, deutsch ‚Tyrann, Gewaltherrscher‘. Serus leitet sich von lateinisch serus ‚spät handeln, spät‘ ab.